# Arabische Musik

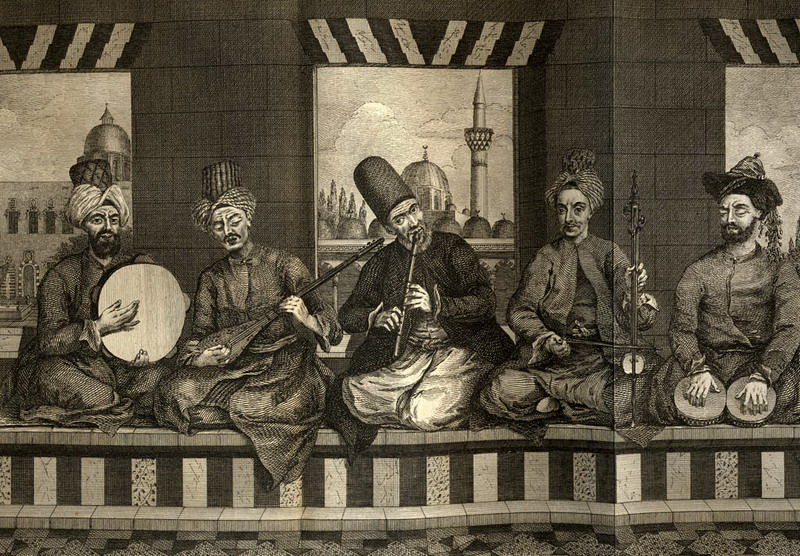
Fünfköpfige Musikgruppe in Aleppo, 18. Jahrhundert

Arabische Musik bezeichnet die traditionellen, klassischen und die populären Musikformen der Völker der arabischen Welt: der Maghrebstaaten und des Maschreq (Ägypten, den Palästinensischen Autonomiegebieten, Jordanien, Syrien, Libanon und dem Irak), der arabischen Halbinsel sowie mit Einschränkungen im Sudan. Zur arabischen Musik gehört säkulare Musik ebenso wie religiöse christlich-arabische oder islamische Musik.
Die Welt der populären arabischen Musik wurde weitgehend von Kairo als dem bevölkerungsreichsten kulturellen Zentrum dominiert, jedoch gingen auch von Beirut sowie den städtischen Zentren zwischen Marokko und Saudi-Arabien musikalische Innovationen und regionale Stile aus. Die durch Medien wie Radio, Film und Fernsehen überregional verbreitete arabische Musik des 20. Jahrhunderts ist im gesamten arabischen Kulturraum äußerst populär. Zu den herausragendsten Sängerinnen, Sängern und Musikern zählen die ägyptische Sängerin Umm Kulthum, die Sängerin Fairuz und als Komponisten die Brüder Mansour und Assi Rahbani (Ehemann von Fairuz) sowie ihr Sohn Ziad Rahbani aus dem Libanon, das aus Syrien stammende Geschwisterpaar Farid el Atrache und Asmahan sowie die Ägypter Abdel Halim Hafez und Mohammed Abdel Wahab. Oft sind diese Stars auch als Instrumentalmusiker und Komponisten sowie als Schauspieler und durch ihre Filmmusik bekannt geworden. Neben der populären arabischen Musik hat sich auch im arabischen Raum eine weitaus stärker westlich beeinflusste Popmusik entwickelt, die im Artikel Arabische Popmusik behandelt wird.

## Besonderheiten

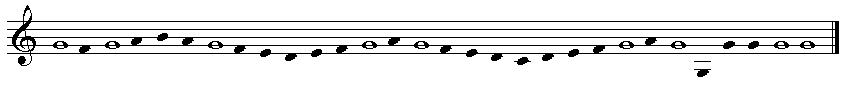
Notenbeispiel für einen Maqam

Arabische Musik erreicht ihre ausdrucksstarke Wirkung hauptsächlich durch die Liedtexte und typische Instrumente sowie durch ihre charakteristischen melodischen und rhythmischen Mittel. Der Großteil der arabischen Musik ist linear einstimmig, doch gibt es heute (in signifikant steigendem Maße) auch Musikstücke, die sich extensiv einer mehrstimmigen Harmonik bedienen.
Die arabische Musik weist folgende charakteristische Merkmale auf:
- ein arabisches Tonsystem (Maqam) mit eigenen Intervallstrukturen (wie das Verwenden von sogenannten Vierteltonschritten)
- rhythmisch-zeitliche Strukturen, die formgebende Muster ergeben (إيقاع / īqāʿ, Pl. إيقاعات / īqāʿāt; oder وزن / wazn, Pl. أوزان / awzān)
- Heterophonie als vorherrschende Musizierform im Gegensatz zur Mono- oder Polyphonie in der europäischen Kunstmusik
- Instrumente, die zum Teil in der gesamten arabischen Welt zu finden sind und das Tonsystem eindeutig prägen
- eine Vielzahl von an feste Anlässe (religiöser oder weltlicher Art) gebundenen Musikformen.
- die große Bedeutung, die dem Sänger oder der Sängerin in der arabischen Musik zukommt, da die Kompositionen insbesondere in der (stark überwiegenden) Vokalmusik einen großen Spielraum für Interpretation und Improvisation zulassen
- das Vorherrschen überwiegend kleinerer Ensembles, die zudem in der arabischen klassischen Musik über den ganzen Kulturraum ähnlich besetzt sind

## Instrumente

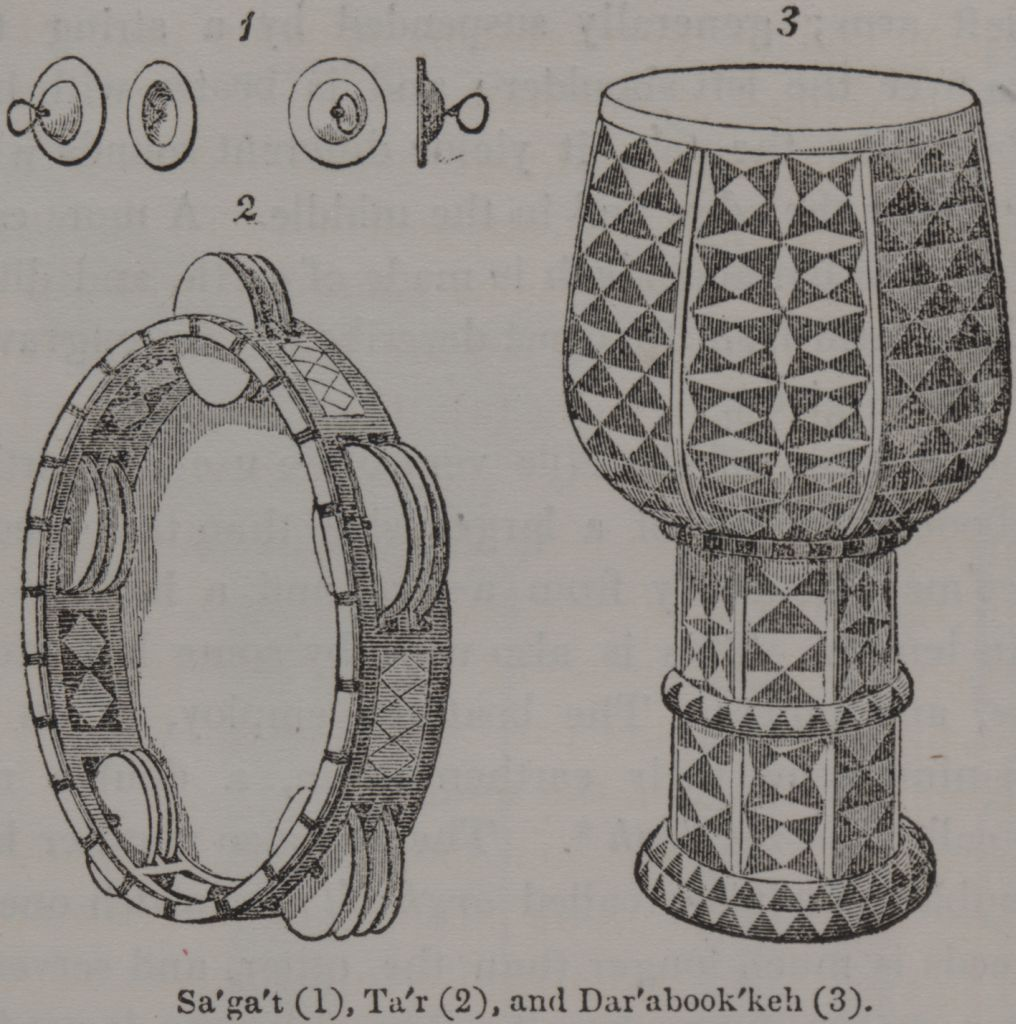
Zimbeln, Riq und Darbuka

Grundsätzlich wird zwischen regional verbreiteten Musikinstrumenten der Volksmusik und im gesamten arabischen Kulturraum vertretenen klassisch-arabischen unterschieden. Nach mittelalterlichen Klassifizierungen der Musikinstrumente genießt die arabische Laute (Oud) eine bevorzugte Stellung, gefolgt von anderen Lauteninstrumenten und von Blasinstrumenten; letztere weil sie ähnlich der menschlichen Stimmen einen anhaltenden Ton produzieren können. Am unteren Ende der Rangstufe stehen demnach Trommeln, die meist mit Volkstänzen in Verbindung gebracht werden.
Die Musikinstrumente werden eingeteilt in die Gruppen der Blasinstrumente, Saiteninstrumente, Schlaginstrumente. Die Spießgeige Rabāb gehört zu den Volksmusikinstrumenten. Sie zeichnet sich durch einen kleinen Korpus – oft eine halbe Kokosnussschale– mit nur einer Saite aus. Es gibt aber auch andere Formen wie die Kastenform. Sie wird dann als Kastenspießlaute bezeichnet. Die Langhalslaute Buzuq ging im Verlauf des 20. Jahrhunderts von einem einfachen begleitenden Volksmusikinstrument zu einem auch in der klassischen arabischen Musik verwendeten Melodieinstrument über.
Die folgenden Ensemble-Instrumente sind hingegen in der gesamten arabischen Welt zu finden: Im traditionellen arabischen Ensemble werden Instrumente wie die Laute Oud (عود / ʿūd), die Zither Qānūn (قانون), die Spießgeige Kamanǧa, in der Volksmusik die einsaitige Fiedel Rabāba und die Längsflöte Schabbaba gespielt. Die Längsflöte Nāy (ناي) kommt in der Volksmusik und klassischen Musik vor. Arabische Trommeln heißen allgemein Tabl. Hierzu gehören das Tamburin Riqq (رق) und die Bechertrommel Darabukka (دربكة). Dagegen kennt das traditionelle irakische Ensemble chalghi neben den Schlaginstrumenten riqq und darabukka nur die beiden Melodieinstrumente jowza, eine viersaitige Stachelgeige, sowie das Hackbrett santūr (سنتور).
Weitere arabische Schlaginstrumente sind Bendir (Rahmentrommel) und Tar (طار / ṭār), die sowohl in der klassisch-nordafrikanischen Musiktradition Verwendung finden wie in der Volksmusik und populären Musik.
Seit Mitte des 19. Jahrhunderts fanden durch den Kontakt zu den Kolonialmächten und ihrer Musikkultur immer mehr europäische Musikinstrumente Eingang in die arabische Musik, zum Beispiel die europäische Violine, das Cello, der Kontrabass, aber auch Akkordeon, Saxophon und schließlich Klavier und Keyboard, was zur Folge hatte, dass bestimmte Maqāmat nicht mehr spielbar waren, da sie auf Tasteninstrumenten nicht oder nur schwer ausführbar sind.

## Regionale Volks- bzw. populäre Musik
Die Popularmusik hat sich in den verschiedenen Regionen des östlichen Maschriq und des westlichen Maghreb unterschiedlich entwickelt. Regionale Stile der Popularmusik beinhalten heute beispielsweise algerischen Raï, marokkanischen Gnawa, ägyptischen al-Jil sowie Chalidschi aus den Golfstaaten und Sawt (Sout, Sowt) aus Kuwait. Sie sind teilweise von westlicher Popmusik, teilweise aber auch von traditioneller afrikanischer Musik beeinflusst.
Einer der zahlreichen, eigenständigen, traditionellen Musikstile im arabischen Raum sind die poetischen Sanaa-Lieder, die vom Sänger auf der Laute Qanbus oder dem Kupferteller Sahn Nuhasi begleitet werden. Ebenso von Sufitraditionen geprägt ist die Musik des Dorfes Joujouka im Rifgebirge.
In der Sues-Kanal-Region entwickelte sich in der zweiten Hälfte des 19. Jahrhunderts unter den Seeleuten und Hafenarbeitern der bis heute beliebte Tanzmusikstil Bambutiyya, dessen führendes Melodieinstrument, die Leier Simsimiyya von den schnellen Rhythmen mehrerer Trommeln und Blechkanister unterstützt wird.
Die arabische Musik ist auch sehr beliebt in anderen Staaten außerhalb der Arabischen Welt wie z. B. der Türkei, dem Iran und auch in westlichen Ländern wie Frankreich, dem Vereinigten Königreich, Deutschland, Italien und auch in den Vereinigten Staaten von Amerika.

## Weitere Entwicklungen

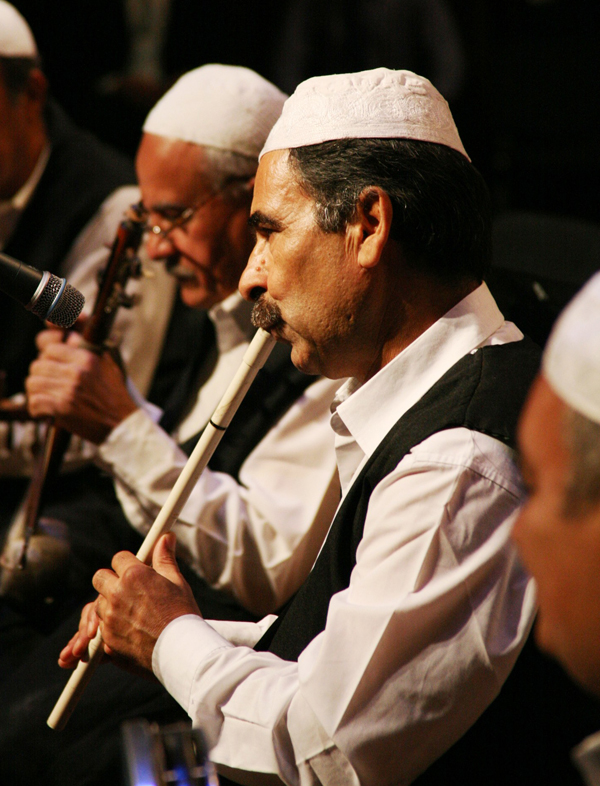
Flötenspieler im Irak, 2007

Heute findet so etwas wie eine Rückbesinnung auf die arabische Tradition statt. Aber es gibt auch Strömungen von modernen Komponisten, die bewusst versuchen, Polyphonie und die europäische Harmonik mit der arabischen Homophonie (Musik), bei der alle Instrumente die gleiche Melodie spielen, zu verknüpfen.
Dabei sind auch Versuche zu beobachten, die arabische Musik aufgrund der Kenntnisse der europäischen Konzertmusik oder anderer Musiken weiterzuentwickeln. In seiner Verknüpfung der unterschiedlichen modalen Eigenarten der arabischen bzw. der westlichen Musik oder mit komplexen Improvisationen durch Jazzmusiker hat beispielsweise Anouar Brahem (Komposition, Oud) aus Tunesien eine eigene, weltweit erfolgreiche Synthese geschaffen. Ähnlich gilt das für den auf der Musik des Libanon und den Jazz aufbauenden Komponisten und Oud-Virtuosen Rabih Abou-Khalil, aber auch für in Frankreich lebende Musiker wie Safy Boutella, die Elemente des Raï und der Fusionsmusik einbeziehen.
Auch Wust el-Balad, die bekannteste Rockband aus Ägypten, verwendet in ihren Liedern Elemente aus der traditionellen arabischen Musik. Acrassicauda, eine irakische Thrash-Metal-Band, zeigt hingegen deutlich stärkere Einflüsse von westlicher Rockmusik.